# Jules Ablay
Pour les autres membres de la famille, voir Famille Ablaÿ.
Jules-Gustave Ablaÿ, né à Mons le 5 juillet 1803 et mort à Bruxelles le 14 décembre 1875, est un général belge, gouverneur militaire de la province de Luxembourg et de la province de Hainaut.

## Biographie
Jules Ablaÿ est le fils de Guillaume Charles François Ablay (1763-1821), capitaine quartier-maître au régiment des carabiniers et commissaire des guerres, et d'Angelique Gantois. Frère des généraux Omer et Narcisse Ablaÿ, il est le neveu de Louis Joseph Gantois, aide de camp de Guillaume II des Pays-Bas, ainsi que le parent des généraux Adolphe Gantois (1801-1880), Félix-Corneille Lahure et Vincent Duvivier, d'Auguste Désiré de Thuin et du ministre Auguste Duvivier.
Jules Ablaÿ est cadet et 2e lieutenant adjudant-major au 9e régiment de cuirassiers au service du roi des Pays-Bas de 1818 à 1830. 
En 1830, il passe au service de la Belgique naissante. Il prend part à la campagne de 1830 en Belgique, celles de 1830, 1831, 1832, 1833 et 1839 contre la partie nord du royaume uni des Pays-Bas.
Lieutenant et capitaine adjudant major puis major au 2e régiment de lanciers de 1830 à 1843, puis lieutenant-colonel au 1er régiment de lanciers, il est commandant du cours d'équitation de 1843 à 1846. Passé colonel, il assure le commandement du 1er régiment de chasseurs à cheval de 1846 à 1854.
Promu général-major, il commande la province de Luxembourg au 1er avril 1854, puis celle de Hainaut au 29 mai 1857, tout en étant à la tête de la brigade de la division de cavalerie légère de 1854 à 1863. 
Lieutenant général, il commande la division de cavalerie légère en 1863.
Il est membre de la Société d'encouragement pour l'amélioration des races de chevaux et le développement des courses en Belgique. 
Il meurt le 14 décembre 1875, à Bruxelles. 

### Vie familiale
Il s'unit en 1840 avec Thérèse-Justine-Françoise de Ryckman de Betz, fille de Charles-Mathias-Jean de Ryckman de Betz, bourgmestre de Bossut-Gottechain, et de Marie-Thérèse-Josèphe Bauwens de Gerardmont, et nièce d’André de Ryckman de Winghe, dont :
- Alfred (30 décembre 1840 - 6 mars 1894), officier de l'Armée belge, mort empoisonné, marié à Marie Meskens d'Egleghem, fille de François Meskens et de Marie de Heen.
- Charles (1851-1918), colonel de cavalerie, officier de l'ordre de Léopold, marié à Marie Masquelin, fille de François-Joseph-Prosper Masquelin, président du conseil d'administration de la Caisse des Reports et Dépôts à Bruxelles, et de Hermance-Françoise-Pauline van Cutsem.
- Émilie, néé le 10 septembre 1846, elle réside à Boitsfort et décède avant 1895.
- Hortense, épouse de Georges Bède, ingénieur-conseil, agent de brevets. Elle réside également à Boitsfort.
- Léonie (27 février - 24 février 1892, morte empoisonnée.
- Marie-Thérèse Ablay (15 octobre 1840 - 1923), épouse du bibliophile Frédéric Faber, puis à Henri Joniaux, ingénieur en chef des ponts et chaussées. Dite « l'empoisonneuse d'Anvers », condamnée à mort en 1895.

## Publications
- « Des opérations de nuit dans les différentes armes »
- « Préceptes littéraires à l'usage des écoles moyennes, des athénées et des écoles régimentaires. Ouvrage préparatoire à l'examen d'entrée à l'École militaire »

## Distinctions
- Grand officier de l'ordre de Léopold

## Sources
- "Ablay, Jules-Gustave", in: Ernest Mathieu, Biographies du Hainaut, Tome I, Spinet, Enghien, 1901-1905
- "Ablay, Jules-Gustave", in: Charles Rousselle, Biographie montoise du XIXe siècle 1800-1899, Mons : Le Hainaut, 1900
- "Jules Gustave Ablay", in: Löbell's Jahresberichte über das Heer-und Kriegswesen. Volume 2, 1876
- J. Gailliard, "Bruges et le Franc ou leur magistrature et leur noblesse", Imprimerie de EDW. Gailliard, Bruges.
- A. Scheler, "Annuaire statistique et historique belge", Auguste Schnée Éditeur, Bruxelles et Leipzig 1860.
- Paul-Armand du Chastel de la Howarderie, "Notices Généalogiques Tournaisiennes", Tournai 1881.
- Adolphe Emmanuel Joseph de Toict, Une Carrière militaire en Belgique, 1873